# Праздники Парагвая
Ниже приводятся национальные праздники в Парагвае
| Дата         | Название                         | Местное название        | Примечания                                                                       |
| ------------ | -------------------------------- | ----------------------- | -------------------------------------------------------------------------------- |
| 1 января+    | Новый год                        |                         |                                                                                  |
| 1 марта      | День героев                      | Dia de los héroes       | В 2017 году был перенесен на 27 февраля.                                         |
| Март/Апрель+ | Чистый четверг                   | Jueves Santo            | Плавающая дата, лунный календарь. В 2017 году этот день приходится на 13 апреля. |
| Март/Апрель+ | Страстная пятница                | Viernes Santo           | Плавающая дата, лунный календарь. В 2017 году этот день приходится на 14 апреля. |
| 1 мая        | День труда                       | Día de los Trabajadores |                                                                                  |
| 14 и 15 мая+ | День независимости Парагвая      | Independencia           |                                                                                  |
| 12 июня      | День перемирия Чако              | Dia de la Paz del Chaco | Конец войны в Чако.                                                              |
| 15 августа   | Основание Асунсьона              | Fundación de Asunción   | Прибытие испанцев.                                                               |
| 29 сентября  | День победы в битве при Бокероне | Victoria de Boquerón    | Решающая победа Парагвая в Чакской войне.                                        |
| 8 декабря+   | День Богоматери Caacupé          | Virgen de Caacupé       |                                                                                  |
| 25 декабря+  | Рождество                        | Día de Navidad          |                                                                                  |

+ Фиксированные праздники: все праздники в Парагвае могут быть перенесены указом президента, но должен быть президентский указ для такого изменения. Следующие праздники являются исключением (даты фиксированы и не меняются): 1 января, 15 мая, 8 декабря, 15 декабря, в Великий четверг и Страстную пятницу.
Хотя эти даты и не являются обязательными национальными праздниками, следующие праздники также затрагивают важные учреждения:
| Дата       | Название          | Местное название   | Затронувшие учреждения                                                     |
| ---------- | ----------------- | ------------------ | -------------------------------------------------------------------------- |
| 30 апреля  | День учителя      | Día del Maestro    | Влияет на образовательные учреждения                                       |
| 31 декабря | Канун Нового года | Último día del año | Банковский праздник в соответствии с правилами Центрального банка Парагвая |

## См.также
Парагвай, Асунсьон
Чакская война